# Megacerus bifloccosus
Megacerus bifloccosus là một loài bọ cánh cứng trong họ Bruchidae. Loài này được Motschulsky miêu tả khoa học năm 1873.